# Инвестиционная политика
Инвестиционная политика (англ. investment policy) — инвестиционный процесс, включающий определение целей инвестора.

## Определение
Согласно американскому профессору Уильяму Шарпу инвестиционная политика — это составная часть инвестиционного процесса, включающая определение целей инвестора, его предпочтений к соотношению между ожидаемой доходностью и риском. 
Элементы инвестиционной политики:
- виды активов, в которые инвестор инвестирует средства;
- степень активности управления инвестиционным портфелем;
- выбор в качестве цели инвестиций — получение дохода или рост стоимости актива.